# Aluan Ricciardi
Aluan Ricciardi (* 26. Oktober 1987 in Vera Cruz) ist ein ehemaliger französischer Snowboarder. Er startete in den Freestyledisziplinen.

## Werdegang
Ricciardi trat international erstmals bei den Juniorenweltmeisterschaften 2006 im Vivaldi Park in Erscheinung. Dort kam er auf den 31. Platz in der Halfpipe. In der Saison 2006/07 nahm er in Bardonecchia erstmals am Snowboard-Weltcup teil, wobei er den 36. Platz in der Halfpipe errang und belegte bei den Juniorenweltmeisterschaften 2007 in Bad Gastein den 40. Platz im Big Air. Zudem wurde er französischer Meister in der Halfpipe. In der Saison 2008/09 erreichte er mit Platz sieben in Gujō seine erste Top-Zehn-Platzierung im Weltcup und kam bei den Snowboard-Weltmeisterschaften 2009 in Gangwon den 40. Platz in der Halfpipe. Außerdem siegte er bei den französischen Meisterschaften in der Halfpipe. In der folgenden Saison belegte er mit zwei Top-Zehn-Ergebnissen den 20. Platz im Halfpipe-Weltcup. Dabei errang er mit Platz vier in der Halfpipe in Calgary seine beste Platzierung im Weltcup. Beim Saisonhöhepunkt, den Olympischen Winterspielen 2010 in Vancouver, kam er auf den 15. Platz in der Halfpipe. Bei den nachfolgenden Winter-X-Games-Europe 2010 in Tignes wurde er Fünfter in der Halfpipe. In der Saison 2010/11 kam er im Weltcup zweimal unter den ersten Zehn und erreichte mit dem 13. Platz im Freestyle-Weltcup sowie den fünften Rang im Halfpipe-Weltcup seine besten Gesamtergebnisse. Zudem belegte er bei den Snowboard-Weltmeisterschaften 2011 in La Molina den 26. Platz im Big Air sowie den 20. Rang in der Halfpipe und bei den Winter-X-Games-Europe 2011 den 14. Platz in der Halfpipe. Bei den Weltmeisterschaften in Oslo errang er den 28. Platz in der Halfpipe. In der Saison 2012/13 absolvierte er in Sotschi seinen 23. und damit letzten Weltcup, welchen er auf dem 31. Platz in der Halfpipe beendete und kam bei den Winter-X-Games-Europe 2013 auf den 13. Platz in der Halfpipe.

## Teilnahmen an Weltmeisterschaften und Olympischen Winterspielen

### Olympische Winterspiele
- 2010 Vancouver: 15. Platz Halfpipe

### Snowboard-Weltmeisterschaften
- 2009 Gangwon: 40. Platz Halfpipe
- 2011 La Molina: 20. Platz Halfpipe, 26. Platz Big Air
- 2012 Oslo: 28. Platz Halfpipe

## Weltcup-Gesamtplatzierungen
| Saison  | Gesamt / Freestyle | Gesamt / Freestyle | Halfpipe | Halfpipe |
| Saison  | Punkte             | Platz              | Punkte   | Platz    |
| ------- | ------------------ | ------------------ | -------- | -------- |
| 2006/07 | 20                 | 277.               | 20       | 86.      |
| 2007/08 | 19                 | 322.               | 19       | 101.     |
| 2008/09 | 1070               | 75.                | 1070     | 21.      |
| 2009/10 | 974                | 75.                | 974      | 20.      |
| 2010/11 | 1350               | 13.                | 1350     | 5.       |
| 2011/12 | 300                | 64.                | 300      | 39.      |
| 2012/13 | 113                | 106.               | 113      | 52.      |